# Metaballus mucronatus
Metaballus mucronatus är en insektsart som beskrevs av Rentz, D.C.F. 1985. Metaballus mucronatus ingår i släktet Metaballus och familjen vårtbitare. Inga underarter finns listade i Catalogue of Life.